# Zoopraxiscop

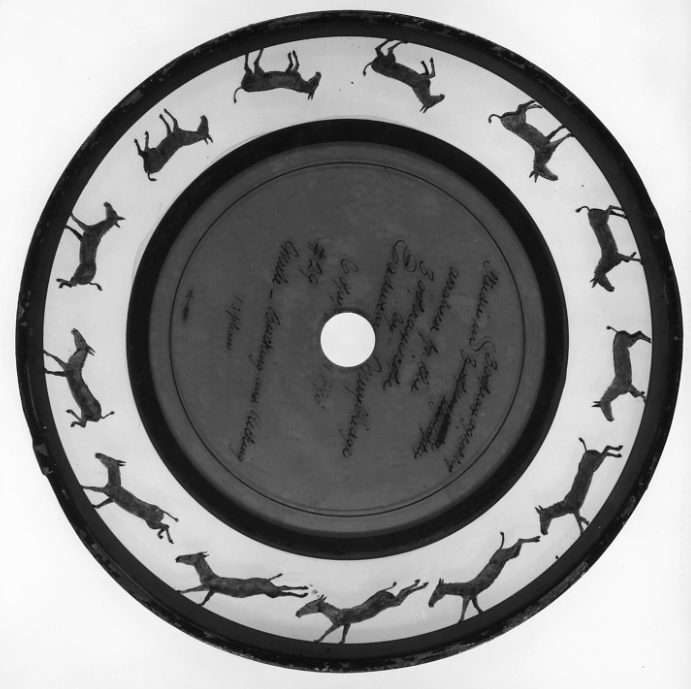
Disc Zoopraxiscop de Eadweard Muybridge

Animaţie prin rotirea discului zoopraxiscop

Zoopraxiscopul este un dispozitiv timpuriu utilizat la afișarea imaginilor în mișcare. Creat de pionierul fotografierii Eadweard Muybridge în 1879, poate fi considerat primul proiector cinematografic.  Zoopraxiscopul proiecta imagini de pe o un disc rotativ într-o succesiune rapidă, pentru a da impresia unei imagini în mișcare. Imaginile inițial au fost pictate pe sticlă, ca siluete. O a doua serie de discuri, făcute în 1892-94, folosea schițe desenate tipărite pe discurile care erau apoi colorate de mână. Unele dintre aceste imagini animate sunt foarte complexe, prezentând mai multe combinații de secvențe din mișcarea animalelor și a omului.  